# Rob Scattergood
Robert „Rob“ Scattergood ist ein kanadischer Schauspieler.

## Leben
Scattergood ist der Sohn einer Lehrerin und eines ehemaligen Polizisten. Er absolvierte 1999 die Chatelech Secondary School in Sechelt, British Columbia. Anschließend besuchte er die Vancouver Film School, die er 2001 verließ. Den Schauspieler Richard Dysart betitelt er als seinen Mentor. Er begann seine Laufbahn als Filmschauspieler Mitte der 2000er Jahre. Unter anderen wirkte er in Jon Mikl Thors Horrorfilmproduktion Intercessor: Another Rock ’n’ Roll Nightmare mit. 2006 hatte er Rollenbesetzungen in Hell Hath No Fury und Live Feed. 2011 übernahm er die Hauptrolle des Simon Lacey in dem Horrorfilm Skew an der Seite von Richard Olak und Amber Lewis. Der Film wurde ab März 2011 auf verschiedenen Filmfestivals wie dem Manhattan Film Festival oder dem Moondance International Film Festival gezeigt und erschien am 24. Mai 2012 im deutschen Videoverleih. 2014 war er in drei Episoden der Fernsehserie Unrepresentable in der Rolle des Kyle zu sehen und wirkte anschließend in einer Reihe von Kurzfilmen sowie in einer Nebenrolle im Spielfilm Peelers mit.

## Filmografie (Auswahl)
- 2004: Torched
- 2005: Intercessor: Another Rock ’n’ Roll Nightmare
- 2006: Hell Hath No Fury
- 2006: Menschenfresser (Live Feed)
- 2011: Skew
- 2014: Unrepresentable (Fernsehserie, 3 Episoden)
- 2015: The 'Thing' (Kurzfilm)
- 2015: Debris (Kurzfilm)
- 2016: Peelers
- 2018: Deathdate (Kurzfilm)